# Румунија на Европском првенству у атлетици у дворани 1970.
Румунија је учествовала на 1. Европском првенству у атлетици у дворани 1970. одржаном у Бечу, Аустрија, 14. и 15. марта. У првом учешћу на европским првенствима у дворани репрезентацијуРуминије представљало је 10. спортиста (6 м и 4 ж) који су се такмичили у исто толико дисциплина.
Са четири освојених медаља (1 златна, 1 сребрна и 2 бронзане) Румунија је у укупном пласману заузела је 8. место од 14 земаља које су на овом првенству освојиле медаље, односно 24 земље учеснице.
У табели успешности (према броју и пласману такмичара који су учествовали у финалним такмичењима (првих 8 такмичара)) Румунија је са шест учесником у финалу заузела 7. место са 32 бода, од 23 земље које су имале представнике у финалу. На првенству су учествовале 24 земаље чланица ЕАА. Једино Турска није имала представника у финалу.
| Плас. | Земља    | 1. место | 2. место | 3. место | 4. место | 5. место | 6. место | 7. место | 8. место | Бр. финал. - Бод. |
| ----- | -------- | -------- | -------- | -------- | -------- | -------- | -------- | -------- | -------- | ----------------- |
| 7.    | Румунија | 1—8      | 1—7      | 2—12     | 0        | 0        | 1—3      | 1—2      | 0        | 6—32              |

## Учесници
| Бр. | Дисциплина   | Мушкарци                       | Жене                | Укупно |
| --- | ------------ | ------------------------------ | ------------------- | ------ |
| 1.  | 60 м         |                                | Елеонора Монорану   | 1      |
| 2.  | 60 м препоне | Николаје Петреа                | Валерија Буфану     | 2      |
| 3.  | Скок увис    | Шербан Јоан                    | Корнелија Попеску   | 2      |
| 4.  | Скок удаљ    | Василе Сарукан Михаил Ѕахарија | Виорика Вископољану | 3      |
| 5.  | Троскок      | Шербан Чокина Карол Корбу      |                     | 2      |
|     | Укупно (5)   | 6                              | 4                   | 10     |

## Освајачи медаља
- Злато

1. Виорика Вископољану — Скок удаљ
- Сребро

1. Корнелија Попеску — Скок увис
- Бронза

1. Шербан Јоан — Скок увис

2. Шербан Чокина — Троскок

## Резултати

### Мушкарци
| Атлетичар       | Дисциплина   | Лични рекорд | Квалификације | Квалификације  | Полуфинале | Полуфинале | Финале               | Финале | Детаљи |
| Атлетичар       | Дисциплина   | Лични рекорд | Резултат      | Место          | Резултат   | Место      | Резултат             | Место  | Детаљи |
| --------------- | ------------ | ------------ | ------------- | -------------- | ---------- | ---------- | -------------------- | ------ | ------ |
| Николаје Петреа | 60 м препоне |              | 8,1           | 4 у гр. 2 (КВ) | 7,9        | 4 у пф. 1  | Није се квалификовао | 7 / 16 |        |
| Шербан Јоан     | скок увис    |              |               |                |            |            | 2,17                 |        |        |
| Василе Сарукан  | скок удаљ    |              |               |                |            |            | 7,66                 | 9/19.  |        |
| Михаил Ѕахарија | скок удаљ    |              |               |                |            |            | 7,28                 | 17/19. |        |
| Шербан Чокина   | троскок      |              |               |                |            |            | 16,47                |        |        |
| Карол Корбу     | троскок      |              |               |                |            |            | 16,35                | 6./ 11 |        |

### Жене
| Атлетичарка         | Дисциплина   | Лични рекорд | Квалификације | Квалификације   | Полуфинале | Полуфинале | Финале                | Финале      | Детаљи |
| Атлетичарка         | Дисциплина   | Лични рекорд | Резултат      | Место           | Резултат   | Место      | Резултат              | Место       | Детаљи |
| ------------------- | ------------ | ------------ | ------------- | --------------- | ---------- | ---------- | --------------------- | ----------- | ------ |
| Елеонора Монорану   | 60 м         |              | 7,6           | 3 у гр. 1 (КВ)  | 7,5        | 4 у пф. 1  | Није се квалификовала | 7,/14       |        |
| Валерија Буфану     | 69 м препоне |              | 9,2           | 3. у гр. 3 (КВ) | 8,9        | 5 у пф. 1  | Није се квалификовала | 10./14 (15) |        |
| Корнелија Попеску   | Скок увис    |              |               |                 |            |            | 1,82                  |             |        |
| Виорика Вископољану | Скок удаљ    |              |               |                 |            |            | 6,56                  |             |        |